# Vestlandet
Vestlandet („das Westland“) wird in der Landessprache der westliche Landesteil Norwegens an der Nordsee und dem Europäischen Nordmeer genannt.
Er umfasst die drei Provinzen (Fylker) Rogaland, Vestland und Møre og Romsdal und hat eine Fläche von 58.582 km2. Im Landesteil Vestlandet leben rund 1.382.000 Menschen, oder ungefähr ein Viertel der norwegischen Bevölkerung (Stand 2020). Die größten Städte sind Bergen (284.000 Einwohner) und Stavanger (144.000 Einwohner).
Die anderen vier Landesteile heißen Nord-Norge (Nordnorwegen), Trøndelag, Sørlandet (Südland) und Østlandet (Ostland).

## Historische Entwicklung
Das geografische Gebiet hat eine lange Tradition, die bis vor die Einigung Norwegens zurückreicht. Viele Distrikte stellten kleine Herrschaftsbereiche dar, später wurden sie von Lehnsmännern des Königs geführt, bis das Vogtsystem in der dänischen Zeit eingeführt wurde. Durch eine Gebietsreform (formannsskapslovene) wurde die tradierte administrative Gliederung 1837 aufgehoben.
Die räumliche Bindekraft im Vestlandet wird unter anderem durch die Mundart und ein ausgeprägtes Selbstbewusstsein der Bevölkerung gestärkt. Regionalplanung und Kooperationen der Kommunen verleihen dem Landesteil aktuelle Bedeutung.
Im Vestlandet liegen 15 „Distrikte“:
- Nordmøre
- Romsdal
- Sunnmøre
- Nordfjord
- Sunnfjord
- Sogn
- Nordhordland
- Midthordland
- Sunnhordland
- Hardanger
- Voss
- Haugaland
- Ryfylke
- Jæren
- Dalane

## Klima
Vestlandet ist eine der niederschlagsreichsten Regionen in Europa. Die Niederschlagsmengen in den Bergen entlang der Küsten betragen im Durchschnitt 3.500 mm pro Jahr, in Spitzenjahren auch bis 5.000 mm pro Jahr. Die Stadt Bergen hat eine durchschnittliche Niederschlagsmenge von 2.250 mm pro Jahr. Ursache ist u. a. der Golfstrom, dem die Region auch ein milderes Klima verdankt als eigentlich aus der geografischen Lage ableitbar wäre. An der Küste ist daher auch im Winter Regen nicht ungewöhnlich.

## Sprache
Im Vestlandet ist Nynorsk eine häufig gebrauchte Variante der norwegischen Sprache. Zu den Dialekten siehe den Artikel Norwegische Dialekte.

## Verkehr
Die traditionelle Postschifflinie Hurtigruten hat ihren Ausgangspunkt in Bergen und bedient mehrere Küstenstädte im nördlichen Vestlandet. Zwei Autofähren der Fjord Line verkehren täglich zwischen Bergen und Stavanger und dem dänischen Hirtshals. Per Straße sind die Küstenstädte über die Europastraße 39 miteinander verbunden, die im Norden nahe Trondheim beginnt und sich im Süden in Kristiansand über eine Autofähre bis ins dänische Aalborg erstreckt. Mehrere Städte verfügen über Flughäfen, die sie verkehrstechnisch international, mit der Hauptstadt Oslo, anderen Landesteilen, sowie untereinander verbinden. Des Weiteren bestehen Zugverbindungen zwischen Oslo und Bergen und Stavanger und Kristiansand.